# Wilkołak (film 1941)
Wilkołak (ang. The Wolf Man) – amerykański horror z 1941 roku, na podstawie scenariusza Curta Siodmaka w reżyserii George’a Waggnera.

## Fabuła
Śmierć młodego Talbota sprowadza do zamku Talbotów jego brata Larry’ego. Jego ojciec John jest z tego powodu niezmiernie szczęśliwy. Chce aby między nim i Larrym układało się jak najlepiej, a sam Larry aby został tu jak najdłużej. Już pierwszego dnia Larry zauważa piękną Gwen Conliff, z którą umawia się na wieczór. Przed zapowiadanym wieczorem Larry kupuje w sklepie Conliffów laskę ze srebrną głową wilka, dzięki której dowiaduje się od Gwen o miejscowej legendzie o wilkołakach.
Gwen razem ze swoją przyjaciółką idą z Larrym do obozu Romów za miastem, aby przepowiedziano im przyszłość. Najbardziej swojej przyszłości ciekawa jest przyjaciółka, którą Larry i Gwen z chęcią puszczają jako pierwszą, a sami idą na spacer. Po chwili Larry i Gwen słyszą przeraźliwy krzyk kobiety. Okazuje się, że została ona zaatakowana przez wilka. Niestety, Larry przybywa za późno i kobieta umiera, a Larry zostaje ugryziony przez wilka. Następnego dnia okazuje się, że w miejscu bójki znajdują się jeszcze jedne zwłoki – Roma Beli, a oprócz tego srebrna laska Larry’ego. Larry staje się głównym podejrzanym, ale zarzuty ze względu na szacunek dla rodziny Talbotów zostają oddalone. Mimo tego od tego momentu Larry zaczyna zachowywać się coraz dziwniej. Odwiedza starą Romkę, która tłumaczy mu całą sytuację. Larry został ugryziony przez Belę, który owej feralnej nocy zamienił się w wilka, przez co Larry powoli zmienia się w wilkołaka podczas pełni księżyca. Na początku Larry nie wierzy w to co uważa za zabobony, jednak szybko na własnej skórze odczuwa skutki ugryzienia.

## Obsada
- Lon Chaney Jr. – Larry Talbot / wilkołak
- Claude Rains – sir John Talbot
- Warren William – doktor Lloyd
- Ralph Bellamy – pułkownik Montford
- Patric Knowles – Frank Andrews
- Béla Lugosi – Bela
- Marija Uspienska – Maleva
- Evelyn Ankers – Gwen Conliffe
- J.M. Kerrigan – Charles Conliffe
- Fay Helm – Jenny Williams
- Forrester Harvey – Twiddle

## Efekty specjalne
Filmowa przemiana Chaneya z człowieka na potwora została dokonana poprzez dokładną charakteryzację aktora. Do jego głowy została przyklejona gruba warstwa włosów jaka, które zostały pomalowane świetną barwą kolorów, co pasowało do koloru sierści potwora. Kolejne etapy przemiany były nakręcane pojedynczo, klatka po klatce, a do każdego kolejnego ujęcia doklejano więcej włosów. W filmie uporządkowano każdą scenę po kolei. Lon Chaney Jr. na przemianę musiał poświęcić 10 godzin, a w filmie trwała ona zaledwie parę sekund. Już po rozpoczęciu II wojny światowej Universal Pictures miało problemy ze zdobyciem włosów jaka ze wschodniej Azji. Dlatego też wilkołak pojawiał się „gościnnie” z nieobrośniętymi rękami w następnych filmach o tej tematyce, takich jak: Dom Frankensteina (1944) czy Dom Draculi (1945).

## Nawiązania
Wiele wymyślonych w późniejszych czasach potworów było wzorowanych na postaci Lawrence’a Talbota, który staje się bestią żądną do zabijania. Kolejnym wątkiem, do którego potem często nawiązywano, to pomysł, że tylko śmierć może dać wolność ale przekleństwo przechodzi na zabijającego.
Scenarzysta Curt Siodmak napisał, że największy wpływ na niego podczas pisania scenariusza, miała mitologia grecka.

## Bohaterowie
- Sir John Talbot – ojciec Larrego. Jest właścicielem zamku Talbot w Walii.
- Larry Talbot – główny bohater (Lon Chaney Jr.). Jest z natury miłym, sympatycznym młodym człowiekiem. Na własne nieszczęście staje się wilkołakiem.
- Bela – Pierwszy nosiciel klątwy wilkołaka. Wcielił się w niego Béla Lugosi
- Maleva – matka Beli (Marija Uspienska). Jest jedną z nielicznych którzy znają tajemnicę Larry’ego. Pomaga mu poradzić sobie z transformacją podczas nocy.
- Gwen Conliffe – córka właściciela sklepu z antykami. Zakochała się w Larrym, ale nigdy z nim nie będzie. Chce go zabić bo uważa, że tylko to może ulżyć jego cierpieniom.
- Paul Montford – przyjaciel Larrego z dzieciństwa. Chce jakoś pomóc Larry’emu, a w braku rozwiązania zabić go.
- Victor Twiddle – asystent Paula.
- Frank Andwers – narzeczony Gwen. Jest kolejną przeszkodą zamykająca drogę do miłości Larry’ego i Gwen. Ta postać wprowadza w filmie elementy miłosne.

## Znaczenie
Postać wilkołaka jest, obok Drakuli i Frankensteina, jedną z najbardziej rozpoznawalnych w historii kina. Film ten jako pierwszy poruszył tę tematykę. W 2010 został nakręcony remake filmu.